# Mariä Himmelfahrt (Friedberg)

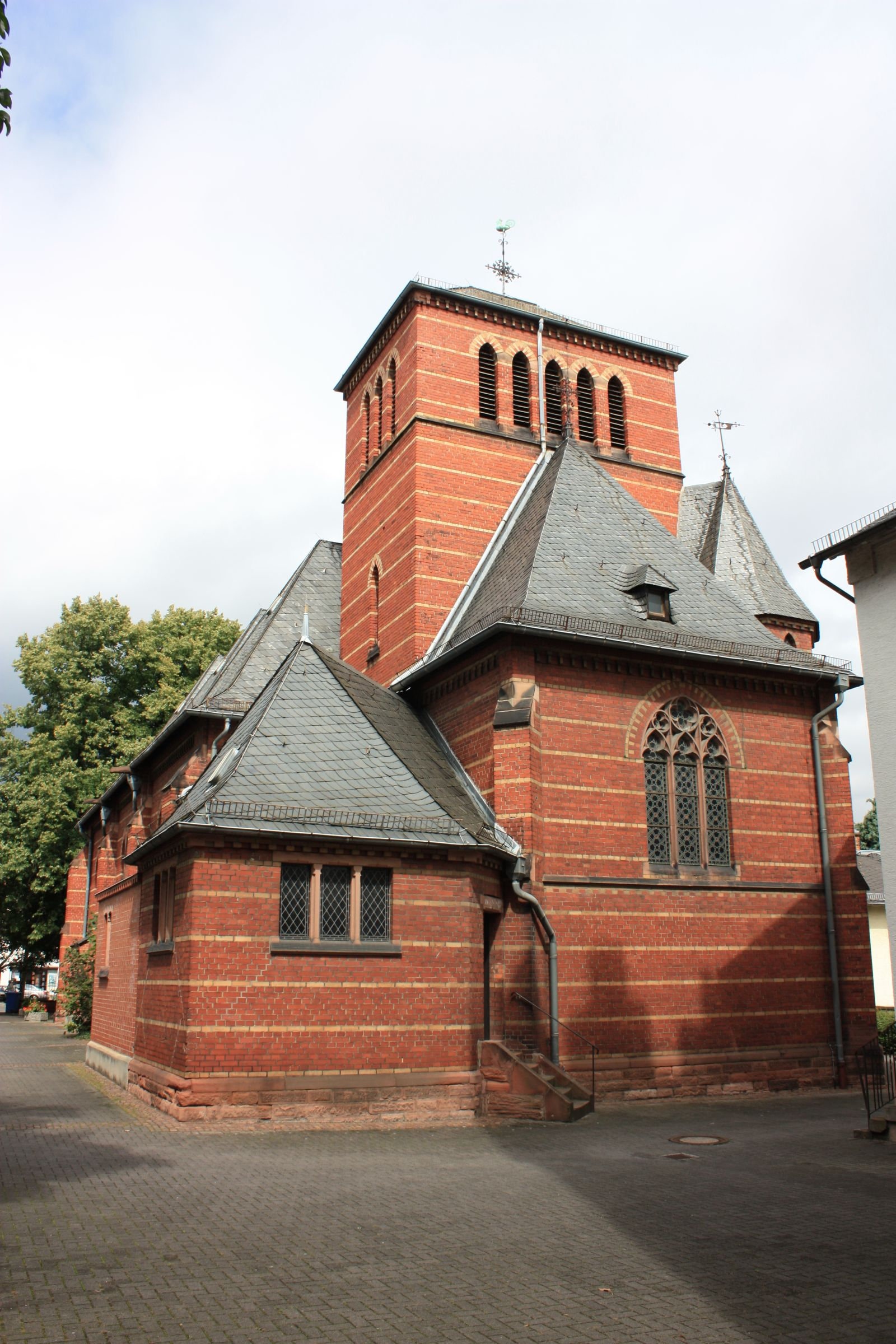
Mariä Himmelfahrt (Friedberg)

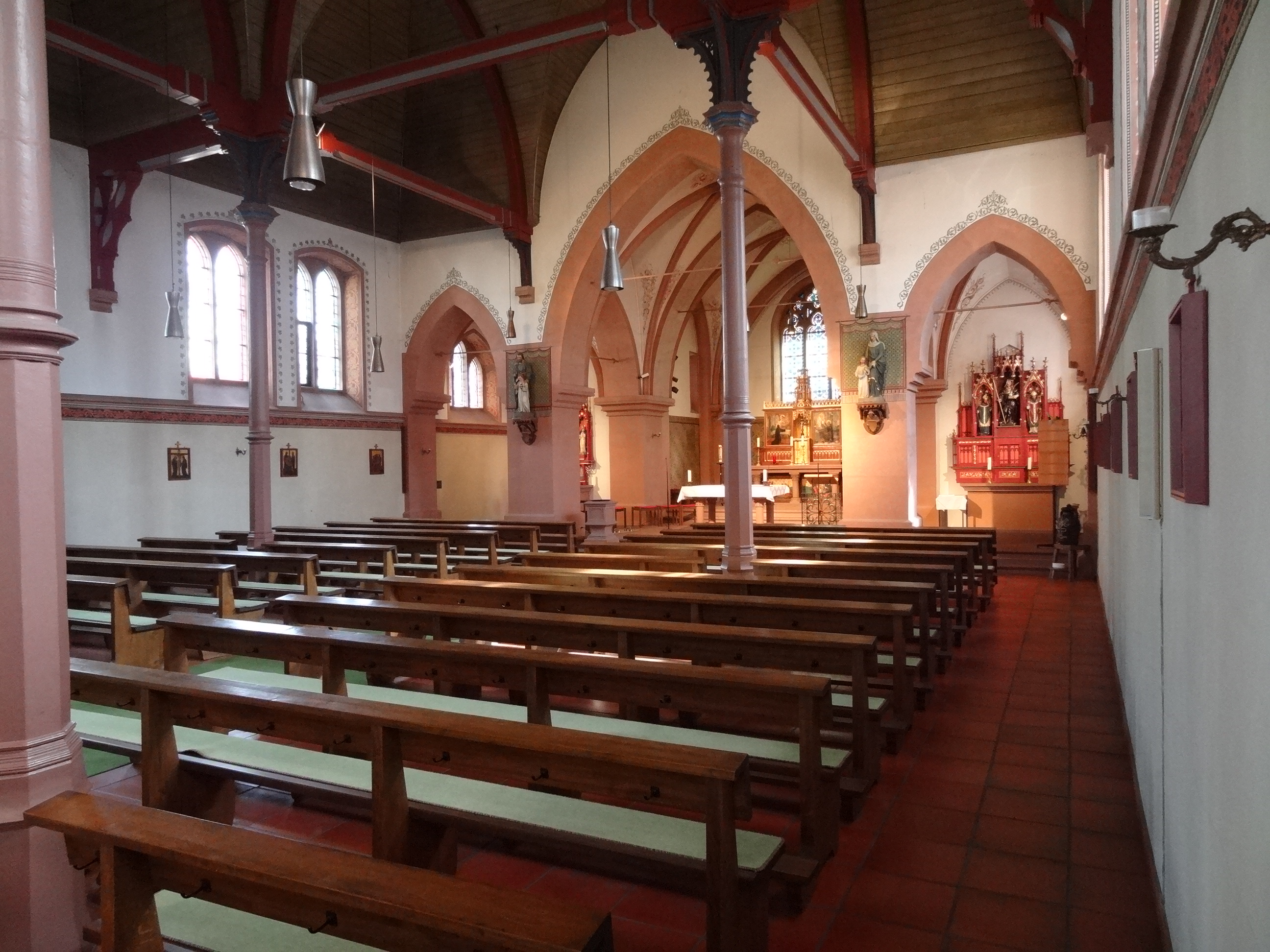
Innenraum

Die römisch-katholische, denkmalgeschützte Kirche Mariä Himmelfahrt steht in Friedberg, einer Stadt im Wetteraukreis in Hessen. Die Pfarrgemeinde gehört zum Bistum Mainz.

## Beschreibung
Die neugotische Saalkirche wurde 1880–1882 nach einem Entwurf des Mainzer Dombaumeisters Joseph Lucas aus Backsteinen gebaut. Der querrechteckige Chorturm im Südosten erhielt nach einem Schaden im Zweiten Weltkrieg ein flachgeneigtes Walmdach. Das Satteldach des Kirchenschiffs wird von je drei Walmdächern gekreuzt.
Der Innenraum ist von einem Tonnengewölbe überspannt, dessen Gewölbeschub von Strebepfeilern aufgefangen wird. Die neugotische Kirchenausstattung ist zum großen Teil erhalten. Die Orgel mit 19 Registern, 2 Manualen und Pedal wurde 1973 von Erich Breitmann gebaut.